# Camopi
Camopi é uma comuna francesa do departamento de ultramar da Guiana Francesa. Sua população em 2012 era de 1 665 habitantes.

## Ligações Externas
- Álbum de Fotos de Camopi e seus habitantes
- Photographie amérindiens de Camopi
- O site de MoPouYa, tout sur CAMOPI
- O site miroir de MoPouYa